# AB Близнецов
AB Близнецов (лат. AB Geminorum), HD 45087 — двойная звезда в созвездии Близнецов на расстоянии (вычисленном из значения параллакса) приблизительно 5366 световых лет (около 1645 парсек) от Солнца.

## Характеристики
Первый компонент (CCDM J06262+1904A) — красный гигант, углеродная пульсирующая медленная неправильная переменная звезда (LB) спектрального класса C5,4(N3). Видимая звёздная величина звезды — от +16m до +13,8m. Радиус — около 189,66 солнечных, светимость — около 3850,273 солнечных. Эффективная температура — около 3302 К.
Второй компонент (CCDM J06262+1904B). Видимая звёздная величина звезды — +13m. Удалён на 91 угловую секунду.